# 777 Charlie
777 Charlie (bra: Charlie: Um Cachorro Especial)  é um filme indiano de 2022, dos gêneros drama e aventura, com roteiro e direção de  Kiranraj K., e elenco com Rakshit Shetty, Sangeetha Sringeri, Raj B. Shetty, Danish Sait, Bobby Simha e Aniruddh Roy.

## Elenco
- Charlie como Charlie / Keaton, um cão da raça labrador retriever
- Rakshit Shetty como Dharma, aliás Dharmaraj Dattana[5]
- Sangeetha Sringeri como Devika Aradhya
- Raj B. Shetty como Dr. Ashwin Kumar[6]
- Danish Sait como Karshan Roy[7]
- Sharvari como Adhrika
- Bobby Simha como Vamshinandhan, um amante de cães[8]
- H. G. Somashekar Rao como dono de uma barraca de chá
- Bhargavi Narayan como esposa do dono de uma barraca de chá
- Gopalakrishna Deshapande como Kripakar, colega de Dharma
- Dinesh Mangalore como SI Ranjan Shetty
- Abhijith Mahesh como compostor
- Anirudh Mahesh como Uttam, colega de Dharma
- Vijay Vikram Singh como oficial militar
- Bengaluru Nagesh como vizinho de Dharma
- Salman Ahmed como Manju
- Harini como mãe de Dharma
- Siddharth Bhat como pai de Dharma
- Praanya P. Rao como irmã de Dharma
- Dhanraj Shivakumar como Vicky
- Kiranraj K. como dono de hotel no norte da Índia (participação especial)
- Monita Bala como apresentadora de exposição canina
- Aniruddh Roy como Gautham, apresentador de exposição canina

## Produção
777 Charlie foi anunciado em setembro de 2017. A filmagem ocorreu de junho de 2018 a outubro de 2021, com atrasos devido à pandemia de COVID-19. O filme foi gravado em vários locais em Maharashtra, Karnataka, Goa, Gujarat, Rajastão, Punjab, Himachal Pradesh e Caxemira.

## Lançamento
777 Charlie teve um lançamento limitado em 2 de junho de 2022 com exibições especiais de pré-estreia em 21 cidades indianas começando por Déli e Amritsar, e depois mudando para Jaipur, Mumbai, Kochi, Chennai, Pune em 6 de junho e Haiderabade, Ahmedabad, Nagpur, Solapur, Thiruvananthapuram, Varanasi, e Coimbatore em 7 de junho. O filme foi lançado mundialmente nos cinemas em 10 de junho de 2022.

## Prêmios e indicações
| Ano  | Prêmio                                  | Categoria                                       | Destinatário                             | Resultado | Ref.   |
| ---- | --------------------------------------- | ----------------------------------------------- | ---------------------------------------- | --------- | ------ |
| 2021 | National Film Awards                    | Melhor Longa-Metragem em Língua Canarim         | G. S. Gupta, Rakshit Shetty, Kiranraj K. | Venceu    | [ 19 ] |
| 2023 | South Indian International Movie Awards | Melhor Filme – Canarim                          | Paramvah Studios                         | Venceu    | [ 20 ] |
| 2023 | South Indian International Movie Awards | Melhor Diretor – Canarim                        | Kiranraj                                 | Indicado  | [ 20 ] |
| 2023 | South Indian International Movie Awards | Melhor Ator – Canarim                           | Rakshit Shetty                           | Indicado  | [ 20 ] |
| 2023 | South Indian International Movie Awards | Reconhecimento Especial (Melhor Ator – Canarim) | Rakshit Shetty                           | Venceu    | [ 20 ] |
| 2023 | South Indian International Movie Awards | Melhor Ator Coadjuvante – Canarim               | Raj B. Shetty                            | Indicado  | [ 20 ] |
| 2023 | South Indian International Movie Awards | Melhor Diretor Musical – Canarim                | Nobin Paul                               | Indicado  | [ 20 ] |